# هيبيكو يامامورا
هيبيكو يامامورا (山村響 يامامورا هيبيكو) هي مؤدية أصوات يابانية ولدت في 10 فبراير في محافظة فوكوكا.

## أدوارها في الأنمي

### مسلسلات أنمي تلفزيونية
- كيزناييفر - نوريكو سونوزاكي
- مغامرة جوجو الغريبة: ستارداست كروسيدرز - نوكيساكو (وجه المرأة)
- أربيجيو الفولاذ الأزرق: آرس نوفا - هارونا
- سيراف النهاية - أشورامارو
- سيراف النهاية: معركة ناغويا - أشورامارو
- أسطورة أراتا - كيكوري
- ماوارو بنغويندرام - ماري فوجيشيرو
- آن هابي - هيبيكي هاغيو
- نوراغامي ARAGOTO - إيزانامي
- دورارارا!! ×2 المقدمة - سكرتيرة
- دورارارا!! ×2 المنتصف - ممرضة
- فصل الاغتيال - ساكورا كياشيكي
- البدلة المتنقلة جاندام: أيتام الدم الحديدي - إيفا توربين
- كيجو!!!!!!!! - ميو كوساكاي
- ماغميل اللازوردي - إيميليا

### أفلام أنمي
- أربيجيو الفولاذ الأزرق: آرس نوفا DC - هارونا
- أربيجيو الفولاذ الأزرق: آرس نوفا Cadenza - هارونا

## وصلات خارجية
- هيبيكو يامامورا على موقع IMDb (الإنجليزية)
- هيبيكو يامامورا على موقع ميوزك برينز (الإنجليزية)
- هيبيكو يامامورا على موقع ميوزك برينز (الإنجليزية)
- هيبيكو يامامورا على موقع ديسكوغز (الإنجليزية)
- هيبيكو يامامورا على موقع قاعدة بيانات الفيلم (الإنجليزية)
- هيبيكو يامامورا على موقع ANN person (الإنجليزية)
- صفحة IMDb